# Poinçon-lès-Larrey
Poinçon-lès-Larrey est une commune française située dans le département de la Côte-d'Or en région Bourgogne-Franche-Comté.

## Géographie

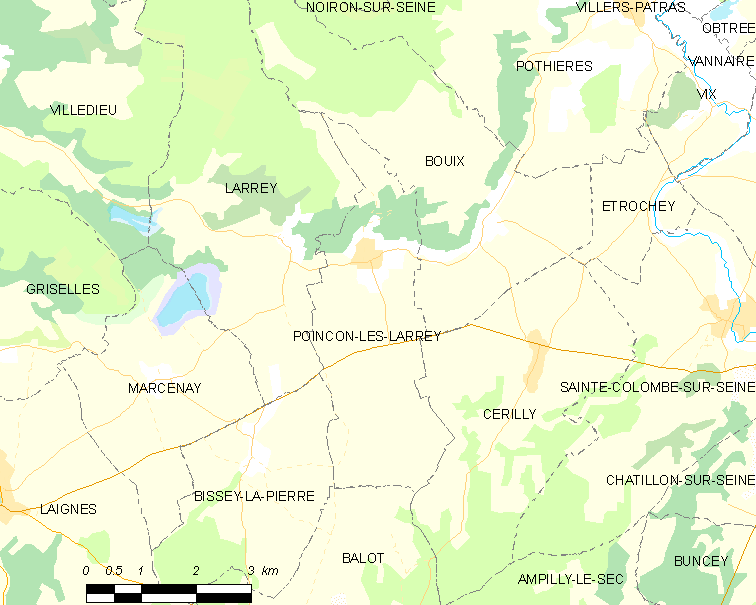

La superficie de Poinçon-lès-Larrey est de 1042 hectares (10,42 km2) avec une altitude minimum de 216 mètres et un maximum de 328 mètres.

### Climat
Pour des articles plus généraux, voir Climat de la Bourgogne-Franche-Comté et Climat de la Côte-d'Or.
En 2010, le climat de la commune est de type climat océanique dégradé des plaines du Centre et du Nord, selon une étude du Centre national de la recherche scientifique s'appuyant sur une série de données couvrant la période 1971-2000. En 2020, Météo-France publie une typologie des climats de la France métropolitaine dans laquelle la commune est exposée à un climat océanique altéré et est dans la région climatique  Lorraine, plateau de Langres, Morvan, caractérisée par un hiver rude (1,5 °C), des vents modérés et des brouillards fréquents en automne et hiver. 
Pour la période 1971-2000, la température annuelle moyenne est de 10,7 °C, avec une amplitude thermique annuelle de 15,8 °C. Le cumul annuel moyen de précipitations est de 863 mm, avec 13,1 jours de précipitations en janvier et 8,9 jours en juillet. Pour la période 1991-2020, la température moyenne annuelle observée sur la station météorologique de Météo-France la plus proche, « Châtillon/Seine », sur la commune de Châtillon-sur-Seine à 9 km à vol d'oiseau, est de 10,8 °C et le cumul annuel moyen de précipitations est de 832,8 mm,. Pour l'avenir, les paramètres climatiques de la commune estimés pour 2050 selon différents scénarios d'émission de gaz à effet de serre sont consultables sur un site dédié publié par Météo-France en novembre 2022.

## Urbanisme

### Typologie
Au 1er janvier 2024, Poinçon-lès-Larrey est catégorisée commune rurale à habitat dispersé, selon la nouvelle grille communale de densité à 7 niveaux définie par l'Insee en 2022.
Elle est située hors unité urbaine. Par ailleurs la commune fait partie de l'aire d'attraction de Châtillon-sur-Seine, dont elle est une commune de la couronne,. Cette aire, qui regroupe 60 communes, est catégorisée dans les aires de moins de 50 000 habitants,.

### Occupation des sols
L'occupation des sols de la commune, telle qu'elle ressort de la base de données européenne d’occupation biophysique des sols Corine Land Cover (CLC), est marquée par l'importance des territoires agricoles (88,5 % en 2018), une proportion sensiblement équivalente à celle de 1990 (87,8 %). La répartition détaillée en 2018 est la suivante : 
terres arables (81,1 %), forêts (8,7 %), zones agricoles hétérogènes (4,5 %), zones urbanisées (2,9 %), prairies (2,8 %). L'évolution de l’occupation des sols de la commune et de ses infrastructures peut être observée sur les différentes représentations cartographiques du territoire : la carte de Cassini (XVIIIe siècle), la carte d'état-major (1820-1866) et les cartes ou photos aériennes de l'IGN pour la période actuelle (1950 à aujourd'hui).

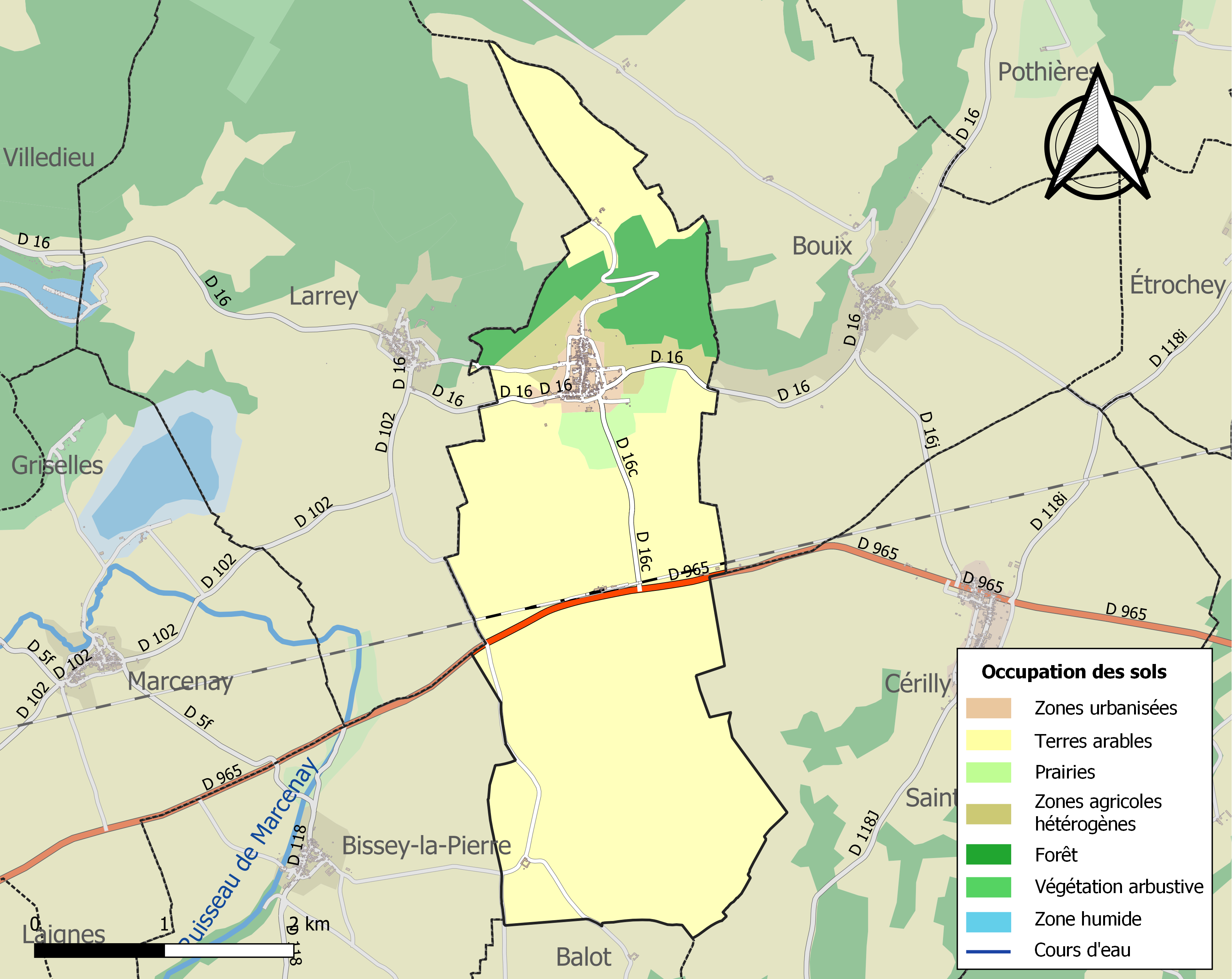
Carte des infrastructures et de l'occupation des sols de la commune en 2018 (CLC).

## Histoire

### Préhistoire et Antiquité
Des silex néolithiques ont été récoltés en grand nombre à Poinçon.

### Moyen Âge
Poinçon dépend à la fois de la seigneurie de Larrey et de l'abbaye Notre-Dame de Châtillon

### Époque moderne
Les habitants sont affranchis en 1603 par la comtesse de Gramont Diane d'Andouins dite la belle Corisande.

### Époque contemporaine
Jusqu'au XXe siècle, l'actuelle église Saint-Germain d'Auxerre appartient à Larrey qui en possède deux. La vétusté de sa propre église incite alors la municipalité de Poinçon à racheter l'une d'elles située sur un coteau à l'écart du village.
Située sur la ligne de Nuits-sous-Ravières à Châtillon-sur-Seine toujours utilisée pour le fret, Poinçon disposait d'une gare pour les voyageurs jusqu'au 1er juillet 1938.

## Politique et administration
Poinçon-lès-Larrey appartient :
- à l'arrondissement de Montbard,
- au canton de Châtillon-sur-Seine et
- à la communauté de communes du Pays Châtillonnais

| Période    | Période    | Identité           | Étiquette | Qualité |
| ---------- | ---------- | ------------------ | --------- | ------- |
| avant 1988 | ?          | Jean Aubertin      |           |         |
| Mars 2001  | Avril 2014 | André Gérard       |           |         |
| Avril 2014 | 2020       | Jean-Pierre Paquot |           |         |
| 2020       | En cours   | Patrice Chodat     |           |         |

## Démographie
L'évolution du nombre d'habitants est connue à travers les recensements de la population effectués dans la commune depuis 1793. Pour les communes de moins de 10 000 habitants, une enquête de recensement portant sur toute la population est réalisée tous les cinq ans, les populations de référence des années intermédiaires étant quant à elles estimées par interpolation ou extrapolation. Pour la commune, le premier recensement exhaustif entrant dans le cadre du nouveau dispositif a été réalisé en 2008.

En 2022, la commune comptait 193 habitants, en évolution de −1,03 % par rapport à 2016 (Côte-d'Or : +0,82 %, France hors Mayotte : +2,11 %).
| 1793 | 1800 | 1806 | 1821 | 1831 | 1836 | 1841 | 1846 | 1851 |
| ---- | ---- | ---- | ---- | ---- | ---- | ---- | ---- | ---- |
| 680  | 637  | 653  | 649  | 620  | 662  | 656  | 673  | 615  |

| 1856 | 1861 | 1866 | 1872 | 1876 | 1881 | 1886 | 1891 | 1896 |
| ---- | ---- | ---- | ---- | ---- | ---- | ---- | ---- | ---- |
| 562  | 561  | 574  | 535  | 528  | 508  | 546  | 480  | 477  |

| 1901 | 1906 | 1911 | 1921 | 1926 | 1931 | 1936 | 1946 | 1954 |
| ---- | ---- | ---- | ---- | ---- | ---- | ---- | ---- | ---- |
| 432  | 450  | 410  | 350  | 310  | 318  | 299  | 310  | 298  |

| 1962 | 1968 | 1975 | 1982 | 1990 | 1999 | 2006 | 2008 | 2013 |
| ---- | ---- | ---- | ---- | ---- | ---- | ---- | ---- | ---- |
| 228  | 230  | 235  | 236  | 199  | 196  | 200  | 201  | 199  |

| 2018 | 2022 | - | - | - | - | - | - | - |
| ---- | ---- | - | - | - | - | - | - | - |
| 193  | 193  | - | - | - | - | - | - | - |

## Lieux et monuments
- Église Saint-Germain-d'Auxerre  Inscrit MH (1925)[17].

## Personnalités liées à la commune
- Maurice Moisson, découvreur du vase de Vix, est né à Poinçon.

## Héraldique
| Blason de Poinçon-lès-Larrey | Blason  | D'azur au lion d'or, chapé d'or, chargé de deux feuilles de vigne de sinople. |
| Blason de Poinçon-lès-Larrey | Détails | Le statut officiel du blason reste à déterminer.                              |